# コリスミ酸リアーゼ
コリスミ酸リアーゼ(Chorismate lyase、EC 4.1.3.40)、以下の化学反応を触媒する酵素である。
コリスミ酸{\displaystyle \rightleftharpoons }4-ヒドロキシ安息香酸 + ピルビン酸
従って、この酵素の基質はコリスミ酸のみ、生成物は4-ヒドロキシ安息香酸とピルビン酸の2つである。
この酵素はリアーゼ、特に炭素-炭素結合を切断するオキソ酸リアーゼに分類される。系統名は、コリスミ酸 ピルビン酸リアーゼ (4-ヒドロキシ安息香酸形成)(chorismate pyruvate-lyase (4-hydroxybenzoate-forming))である。他に、CL、CPL、UbiC等とも呼ばれる。
この酵素は、ユビキノン生合成の第一段階を触媒する。大腸菌やその他のグラム陰性菌で、コリスミ酸からピルビン酸を除去し、4-ヒドロキシ安息香酸を生成する。活性には、金属補因子は必要ない。

## 分布
ガンマプロテオバクテリア、ベータプロテオバクテリア、シアノバクテリアなどで遺伝子が同定されている。真核生物でも出芽酵母のようにシキミ酸経路を持つ生物では、この酵素を利用していると考えられている。

## 関連文献
- Nichols BP, Green JM (1992). “Cloning and sequencing of Escherichia coli ubiC and purification of chorismate lyase”. J. Bacteriol. 174 (16):  5309–16. PMC 206367. PMID 1644758.
- Siebert M, Severin K, Heide L (Pt 4). “Formation of 4-hydroxybenzoate in Escherichia coli: characterization of the ubiC gene and its encoded enzyme chorismate pyruvate-lyase”. Microbiology. 140 (4):  897–904. doi:10.1099/00221287-140-4-897. PMID 8012607.
- Meganathan R (2001). “Ubiquinone biosynthesis in microorganisms”. FEMS. Microbiol. Lett. 203 (2):  131–9. doi:10.1111/j.1574-6968.2001.tb10831.x. PMID 11583838.